# رابائول
رابائول یکی از شهرهای استان بریتانیای نو شرقی، واقع در کشور پاپوآ گینه نو است. تا قبل از سال ۱۹۹۴ و واقعه فوران آتشفشانی که سطح شهر را با خاکستر پوشاند، رابائول مرکز استان بود. در جریان این فوران حجم عظیمی از خاکستر به هوا پرتاب شد و در نتیجه، بارانی از همین خاکسترها بر شهر باریدن گرفت، این باران خاکستر ۸۰ درصد از ساختمان های رابائول را ویران نمود. بعد از این جریان، مرکز استان به شهر کوکوپو واقع در ۲۰ کیلومتری رابائول منتقل گردید.